# Semana Santa en Benetúser
La Semana Santa de Benetúser es una de las Semanas Santas más importantes de la Provincia de Valencia (España), puesto que es una de las primeras en las que se decidió realizar una representación de las escenas sacras en los entornos del municipio, siendo el único municipio de España en el que se integran las procesiones y las representaciones sacras.

## Historia
La Semana Santa nace en Benetúser en el año 1949 por el impulso del párroco don Eduardo Ballester. Tras pedir colaboración a la junta directiva del Hogar del Productor, a la Comisión Fallera y a particulares, se procesionó al Cristo Yacente. Tras la procesión se comprometieron a fundar las primeras agrupaciones. Estas se fundaron un año más tarde (1950) dando lugar a la Cofradía del Santo Descendimiento, la Cofradía del Santo Sepulcro y la Agrupación Cultural La Pasión. Desde el año 2010, la Semana Santa de Benetússer está declarada de Interés Turístico Provincial.

## Agrupación Cultural La Pasión
En el año 1949, un grupo de amigos, aconsejados por el párroco del pueblo, iniciaron la escenificación de una de las estampas más emotivas de la Pasión de Jesús: El Descendimiento.
A partir de ahí, el pequeño grupo fue creciendo en miembros y en pasajes de esta parte tan definitiva del Nazareno. En el año 1995, toma el carácter de Agrupación, bajo el nombre de Agrupación Cultural La Pasión de Benetússer, aunque en el pueblo es conocida sólo con el apelativo de La Pasión.
Desde aquel primer pasaje representado, la agrupación ha ido creciendo cada año, hasta que en 2015, se culminó La Pasión y Resurrección de Cristo de forma íntegra.
Durante estos años, cada Semana Santa, Benetúser transforma sus calles en un Jerusalén de principios de nuestra era, donde la Calle Mayor es la Vía Dolorosa, en la que los gritos ahogados de vecinos y visitantes acompañan la flagelación y las caídas de Jesús. En la Plaza del Ayuntamiento se erige el Pretorio, siendo este el lugar en el que Pilatos condena al Nazareno. En la Plaza de la Iglesia se alza el Gólgota, tierra que injerirá la sangre y la muerte de Cristo, a escasos metros de donde comparte la última cena junto a sus discípulos.
Esta agrupación, que cuenta con cerca de un centenar de asociados, desde bebés de meses hasta jóvenes de más de setenta años, ha conseguido para el pueblo de Benetússer que la festividad de Semana Santa tenga carácter de interés turístico. Esta variedad de edades hace que haya una gran versatilidad de papeles a representar. 

## Cofradías
- Hermandad Santo Sepulcro, fundada en 1950. Túnica negra, con remates en blanco, capirote blanco o capirote negro para la procesión del Santo Entierro y capa granate.
- Santo Descendimiento, fundada en 1950. Túnica blanca, con remates en lila, capirote lila y capa lila.
- Santísimo Cristo de la Misericordia, fundada en 1951. Túnica roja, con remates en blanco, capirote negro y capa blanca.
- Jesús el Nazareno, fundada en 1951. Capirote y túnica púrpura, con remates en amarillo, y capa amarilla.
- Virgen de los Dolores. Vestidas de mantilla, ya que es el traje que visten las mujeres en la víspera de la muerte del Señor y así honran su figura. Es un traje de luto por la muerte de Cristo.
- Granaderos de la Virgen. Cofradía que desfila con el traje de soldado Napoleónico. Desapareció en la segunda mitad del siglo XX y a comienzos del siglo XXI se refundó.
- Santo Cáliz. Desapareció en el año 1976 y se refundó en el 2015.[4]
- La Santísima Vera Cruz, fundada en el año 2014, aunque no comenzó a procesionar hasta el 2016.[5]
- María al pie de la cruz, fundada en el 2025.

COFRADÍAS
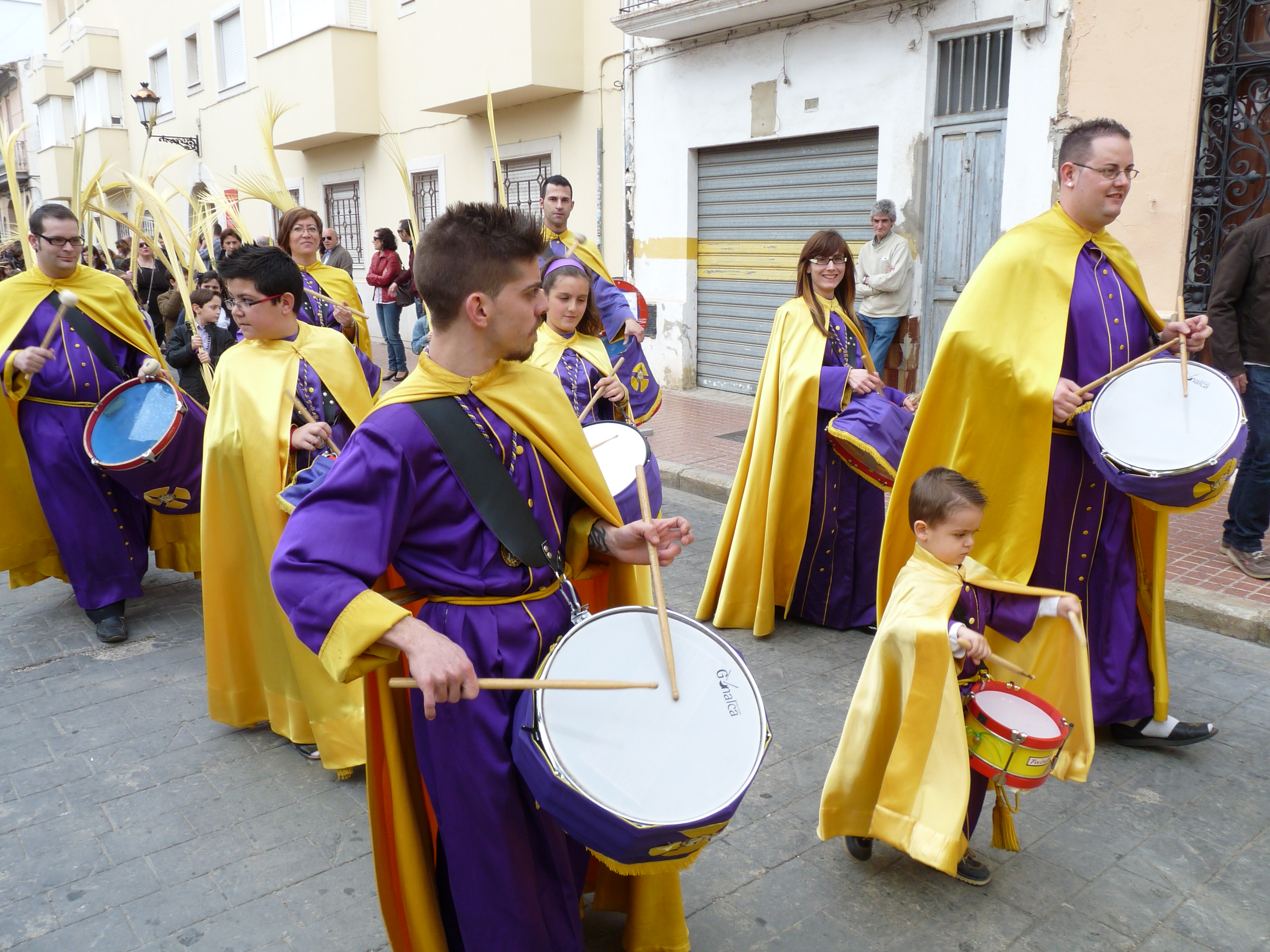
Jesús Nazareno.
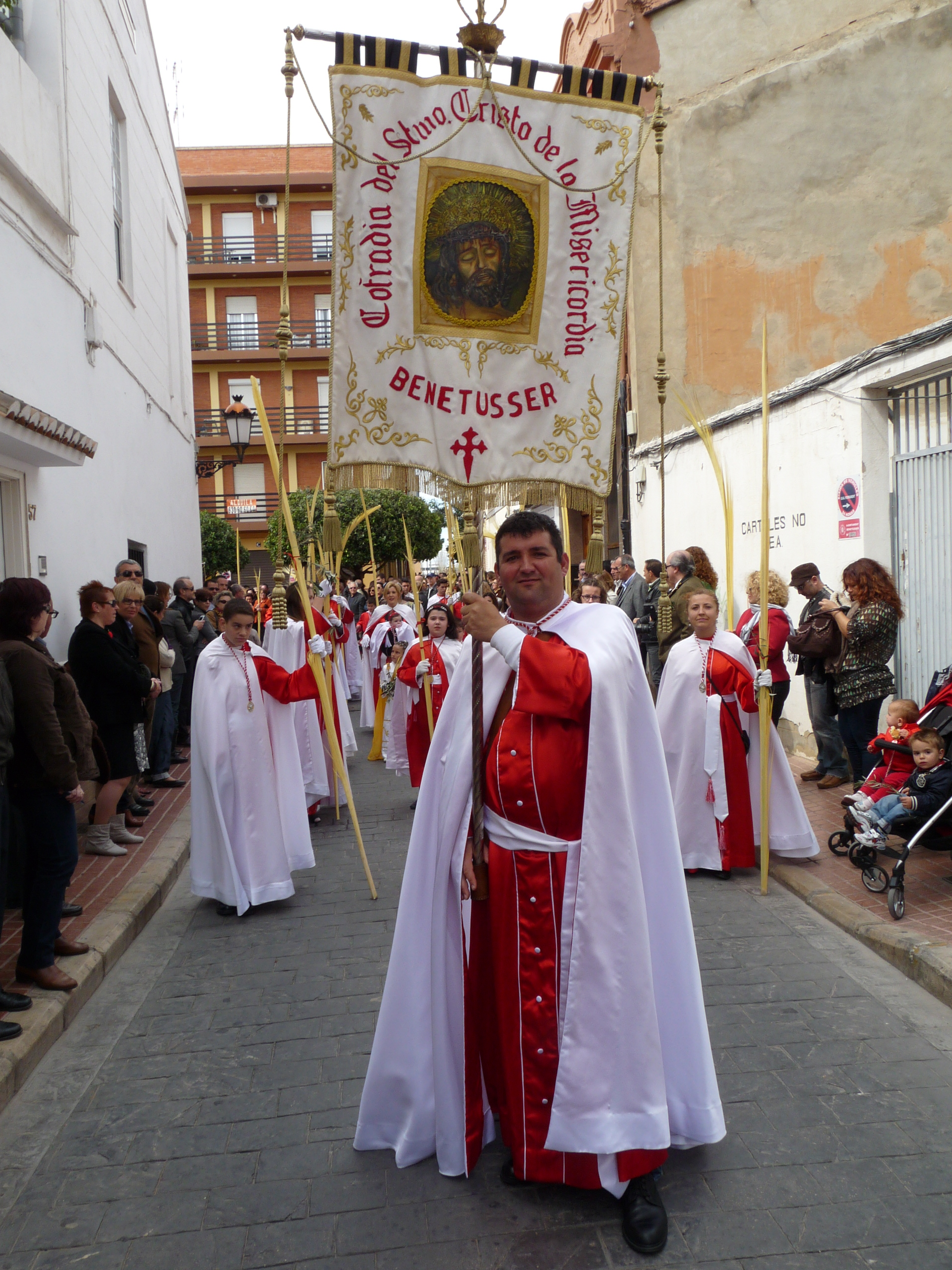
Santísimo Cristo de la Misericordia.
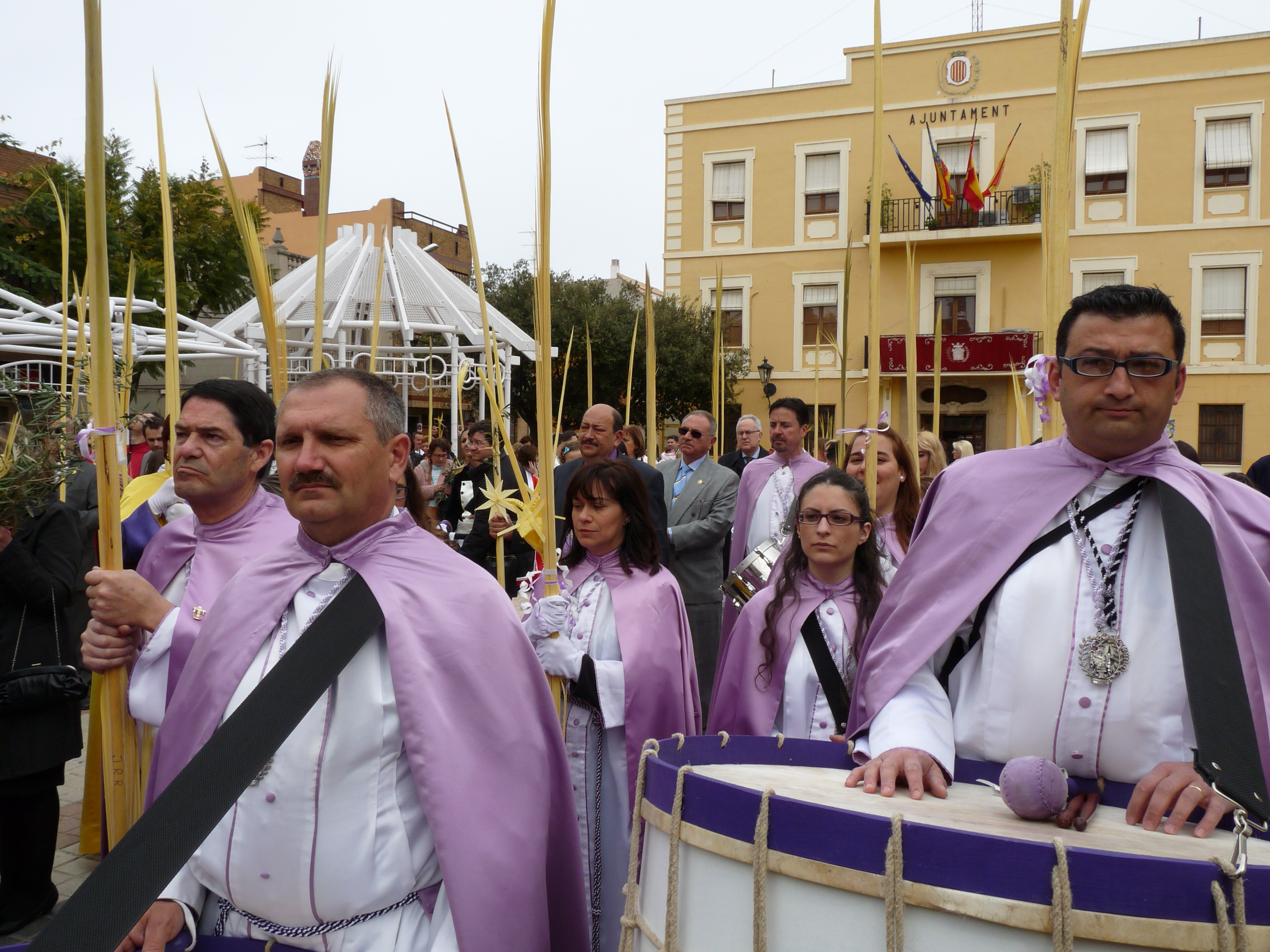
Santo Descendimiento y Cristo Resucitado.
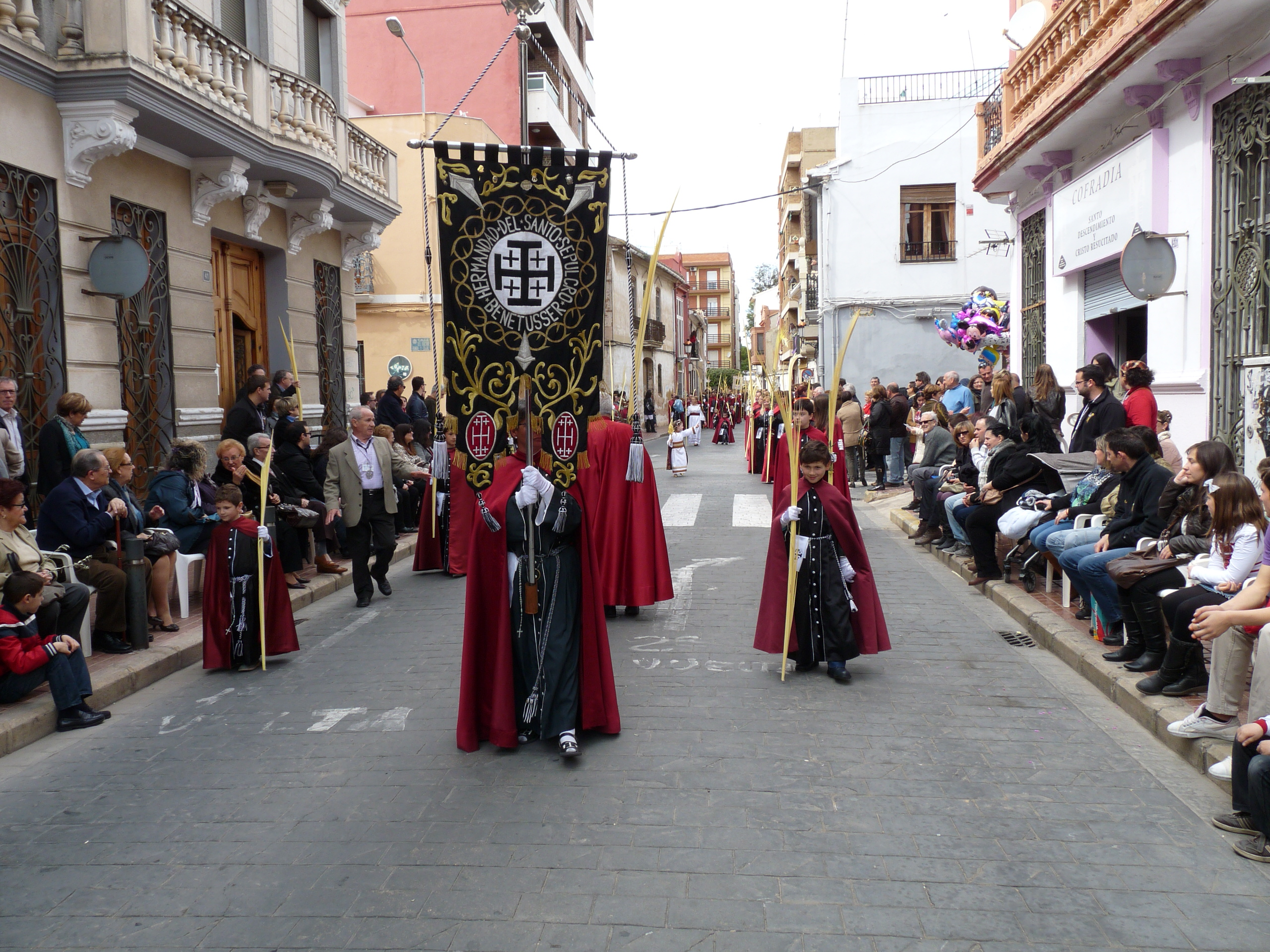
Santo Sepulcro.
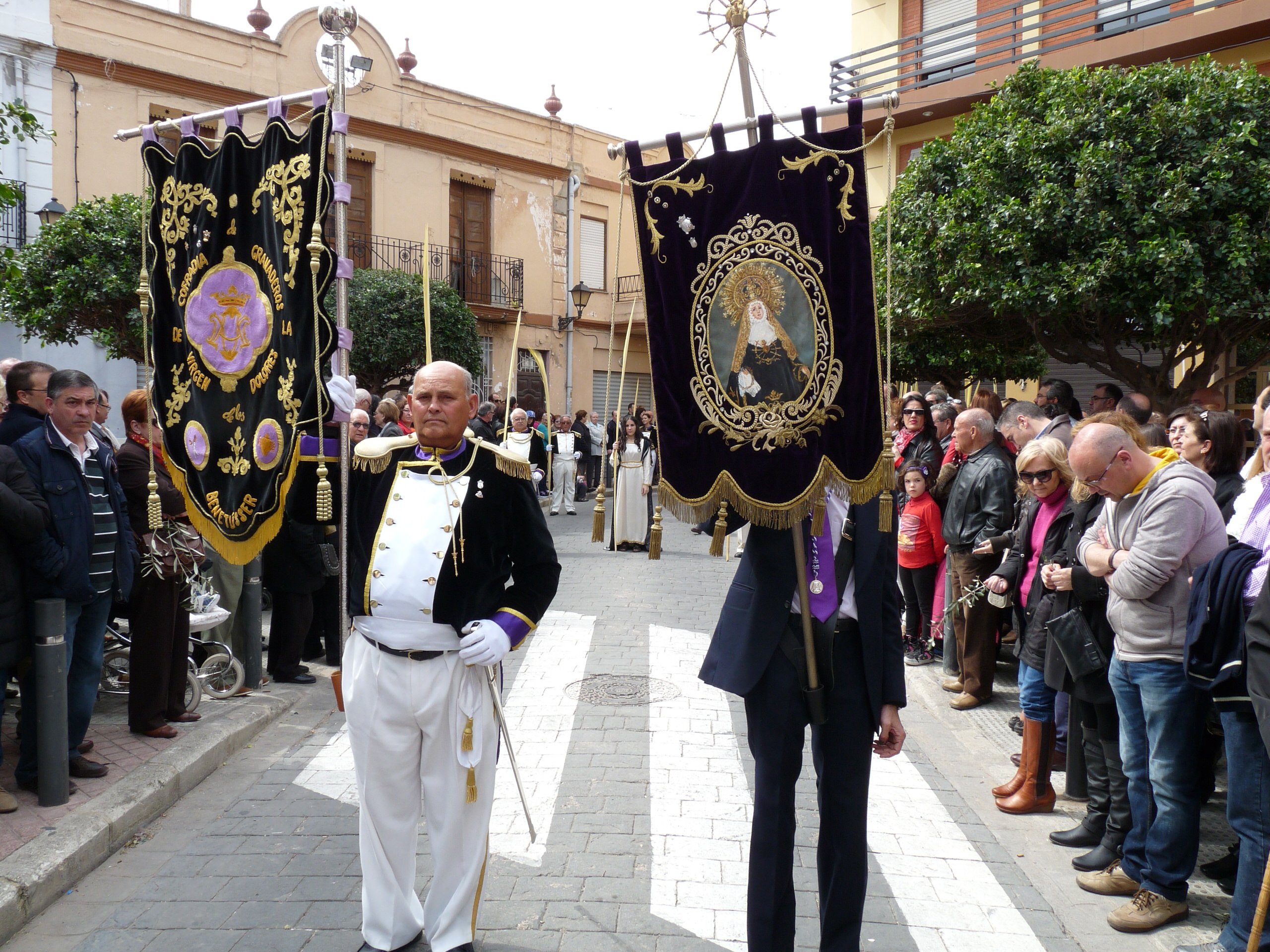
Virgen de los Dolores y Granaderos de la Virgen.

## Actos de la Semana Santa de Benetúser
Las ocho cofradías de Benetúser alumbran un total de 9 pasos distintos, que se describen dentro de la cofradía propietaria de cada paso, y celebran un total de 9 procesiones:
| Día                     | Mañana | Tarde | Noche |
| Domingo de Ramos        | Misa en la Capilla del PatronatoSolemne bendición de las Palmas y RamosProcesión de las Palmas acompañando a Jesús en la borricaRepresentación por el Grupo la Pasión de diversas estampas sacras relacionadas con la entrada de Jesús en Jerusalén | | |
| Lunes Santo             | | Besapiés al Santísimo Cristo de la Misericordia | Procesión de la Santa Vera Cruz |
| Martes Santo            | | Misa en honor de la Virgen de los Dolores | Procesión de la Virgen de los Dolores |
| Miércoles Santo         | | | Vía crucis Penitencial presidido por el Santísimo Cristo de la Misericordia |
| Jueves Santo            | | Misa de conmemoración litúrgica del Lavatorio de pies a los Apóstoles e Institución de la Eucaristía                                                                               | Representación por el Grupo La Pasión de diversas estampas sacras: la última cena, la oración en el huerto, El prendimiento de Jesús y el juicio en el SanedrínProcesión del Silencio presidida por el Jesús Nazareno                                                                 |
| Viernes Santo           | Representación por el Grupo La Pasión de diversas estampas sacras: Juicio de Jesús ante Pilatos y Juicio de Jesús ante HerodesProcesión de la Calle de la Amargura, en la cual el Grupo La Pasión representará diversas estampas sacras: las tres caídas, encuentro con su madre, Magdalena, Salomé y Juan, Ayuda de Simeón Cirineo, Gesto piadoso de la Verónica, Acenso al Monte Calvario, Crucifixión y Muerte de Jesús. | Liturgia del Viernes Santo con la participación de la Coral de Ntra. Señora del Socorro y la Cofradía del Santísimo Cristo de la MisericordiaExposición de los pasos procesionales | Representación por el Grupo La Pasión de la estampa sacra del DescendimientoProcesión del Santo Entierro con la presencia de todos los pasos (Santo Cáliz, Jesús Nazareno, Santísimo Cristo Misericordia, Descendimiento, Piedad, Vera Cruz, Santo Sepulcro y Virgen de los Dolores). |
| Sábado Santo            | | Vigilia pascual cantada por la Coral de Ntra. Señora del Socorro | Representación por el Grupo La Pasión de la estampa sacra de La Resurrección del SeñorProcesión de La Resurrección presidida por el Cristo Resucitado |
| Domingo de Resurrección | Solemne misa en el templo parroquialProcesión del Encuentro, presidida por el Sagrado Corazón de Jesús y la Virgen de los DoloresEl encuentro de Jesús y su madreSolemne misa en la plaza del AyuntamientoContinuación de la Procesión del EncuentroPasacalles de los caramelos | | |

Escenas sacras e imágenes procesionales
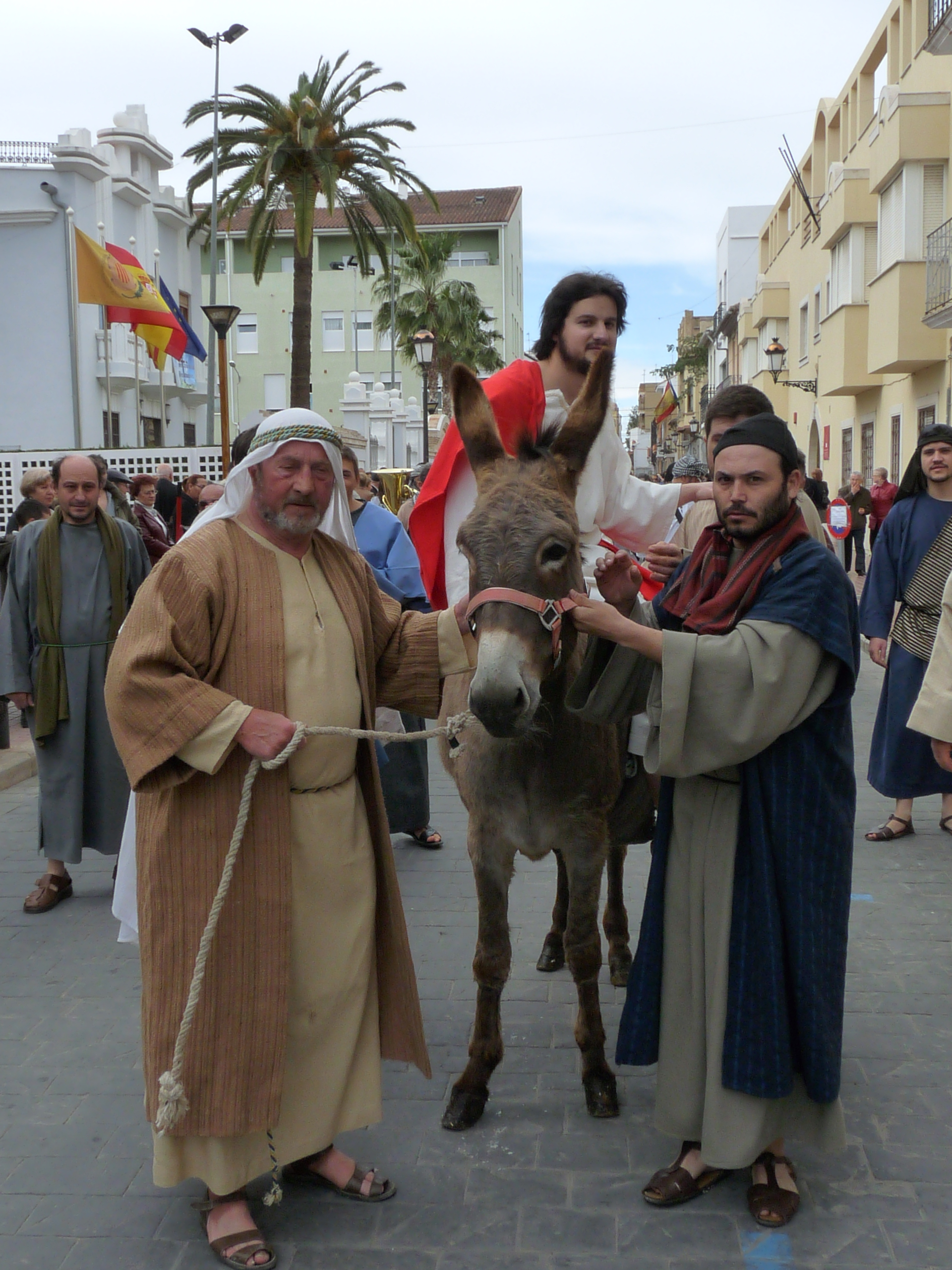
Representación de la entrada triunfal en Jerusalén.
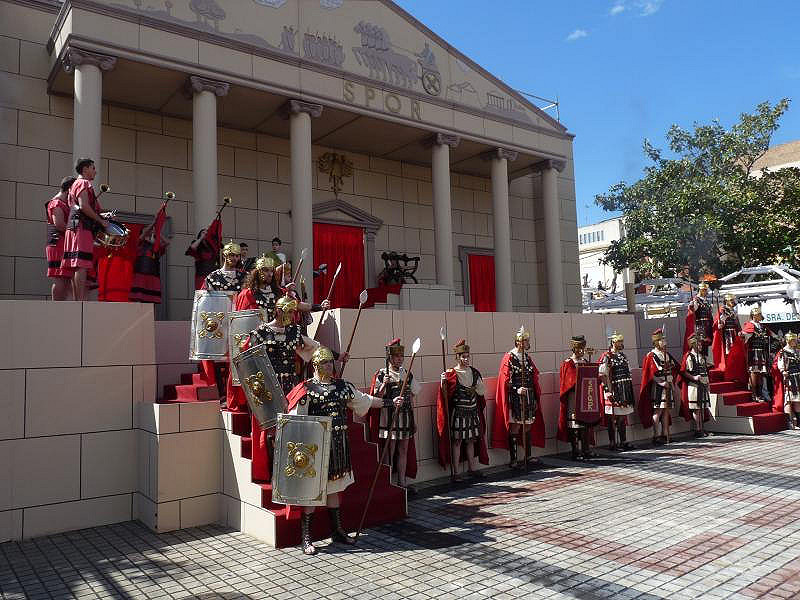
Representación del Juicio ante Pilatos.
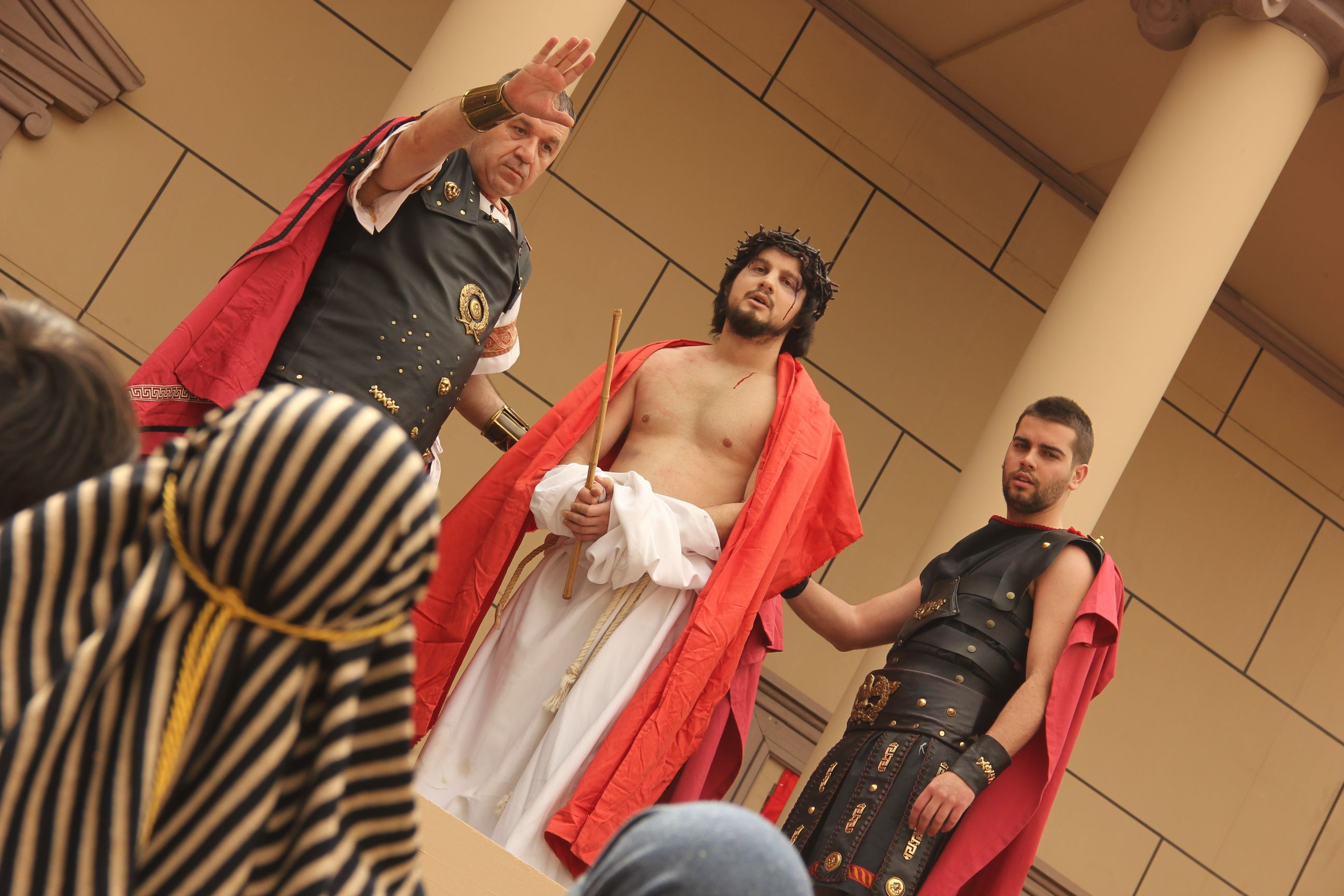
Representación del Juicio ante Pilatos.
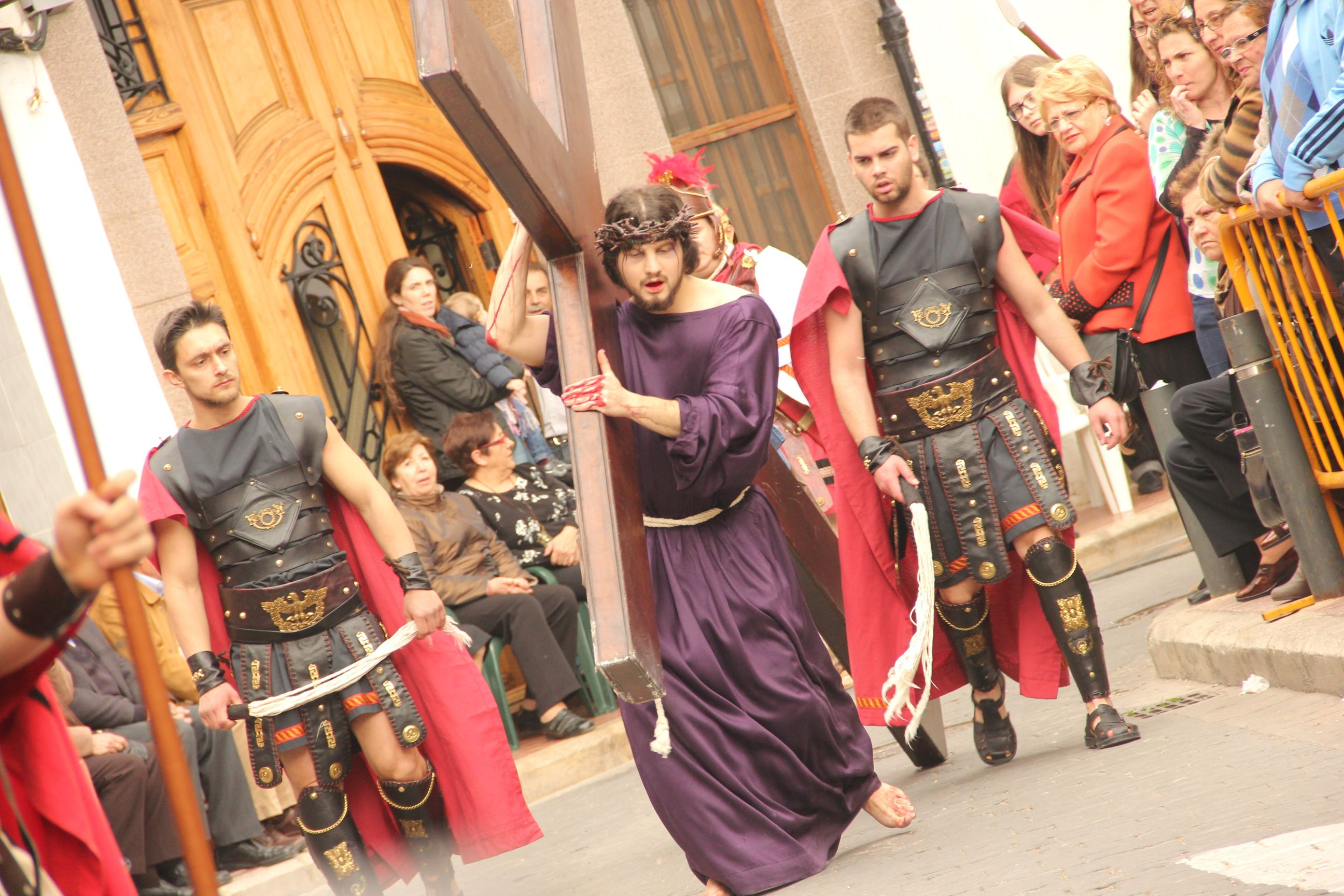
Procesión de La Calle de la Amargura.
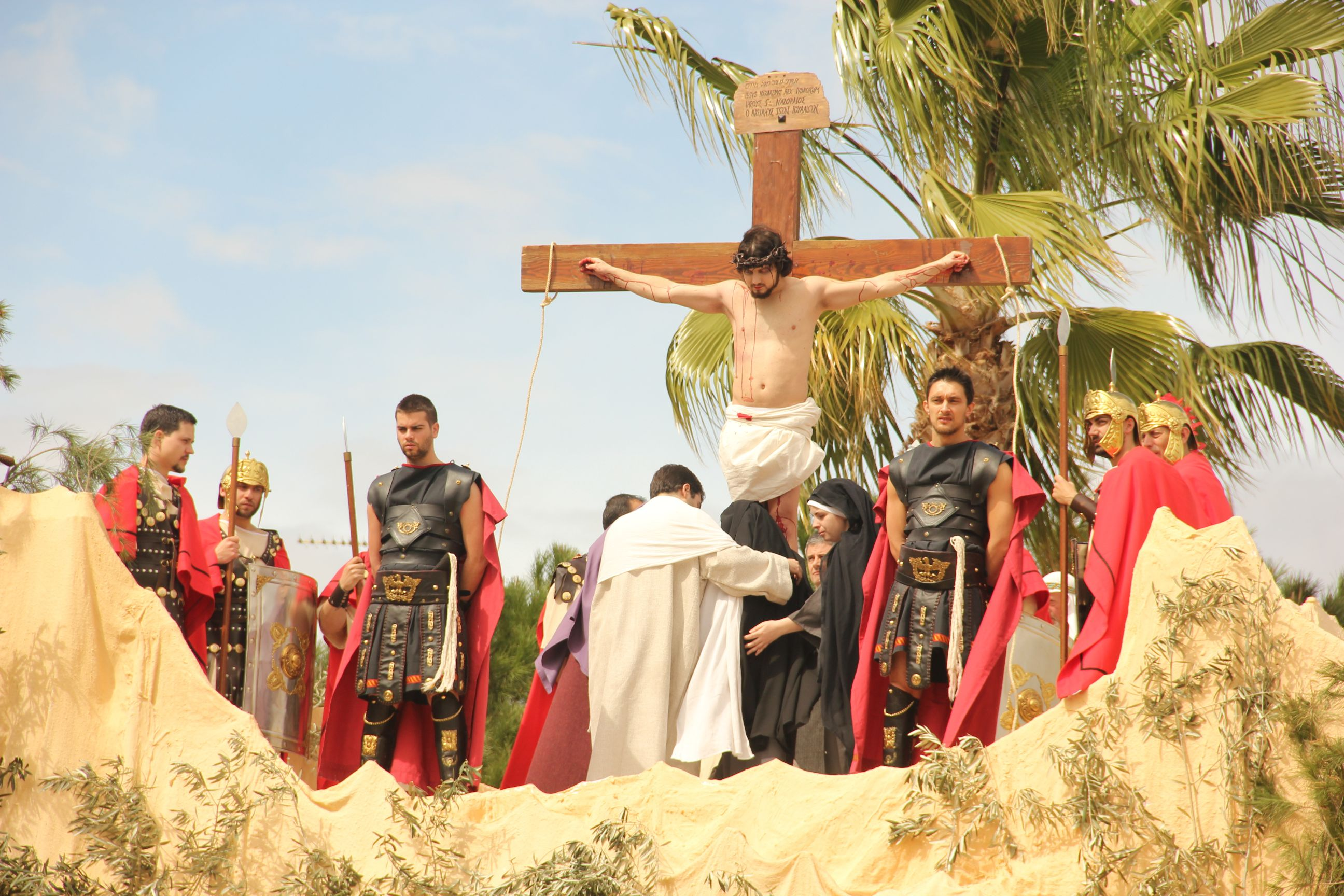
Representación de la Crucifixión de Jesús.
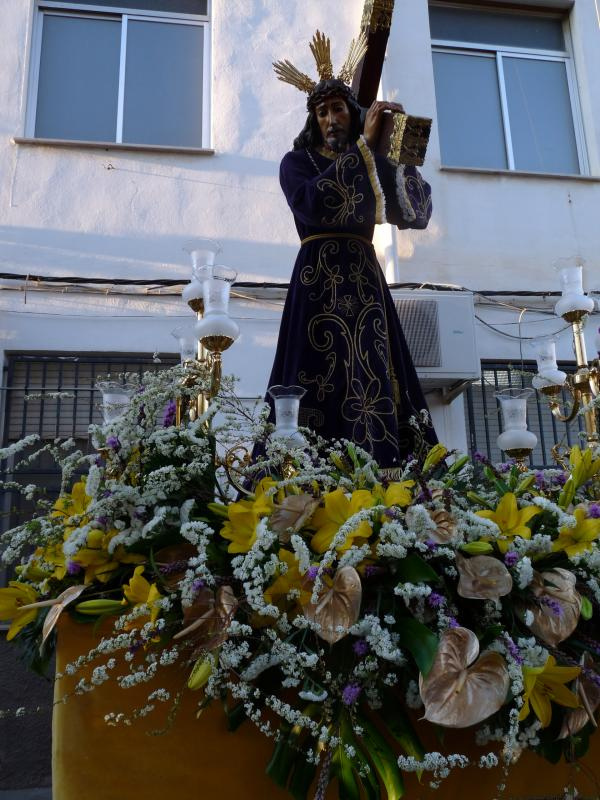
Paso de Jesús Nazareno.
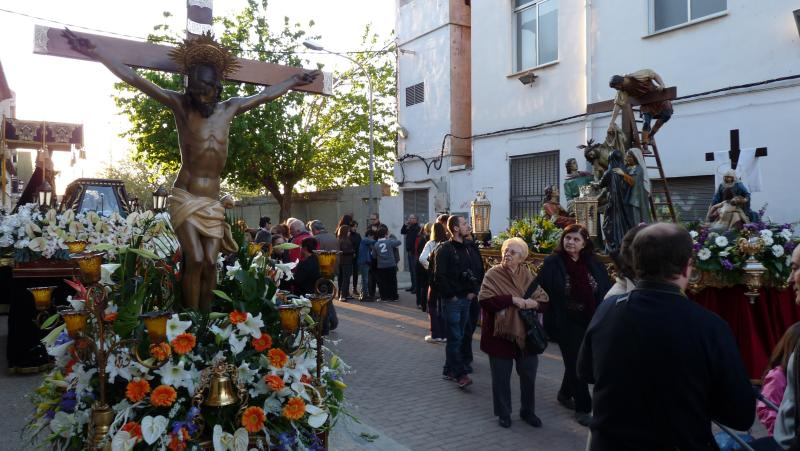
Paso del Santísimo Cristo de la Misericordia.
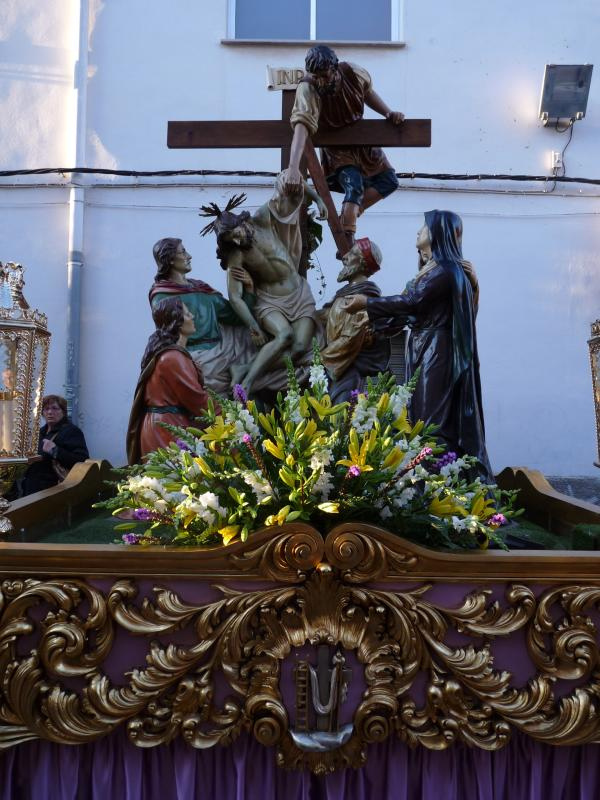
Paso del Santo Descendimiento.
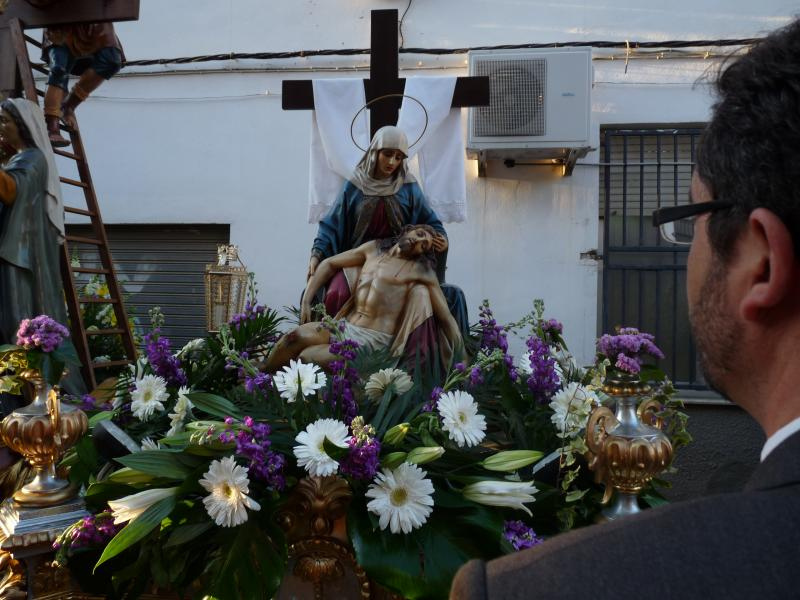
Paso de la Piedad.
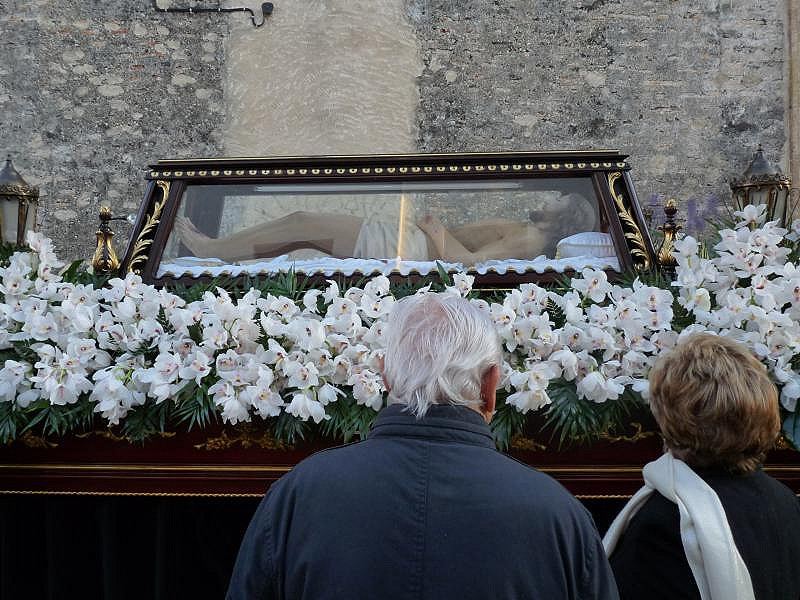
Paso del Santo Sepulcro.
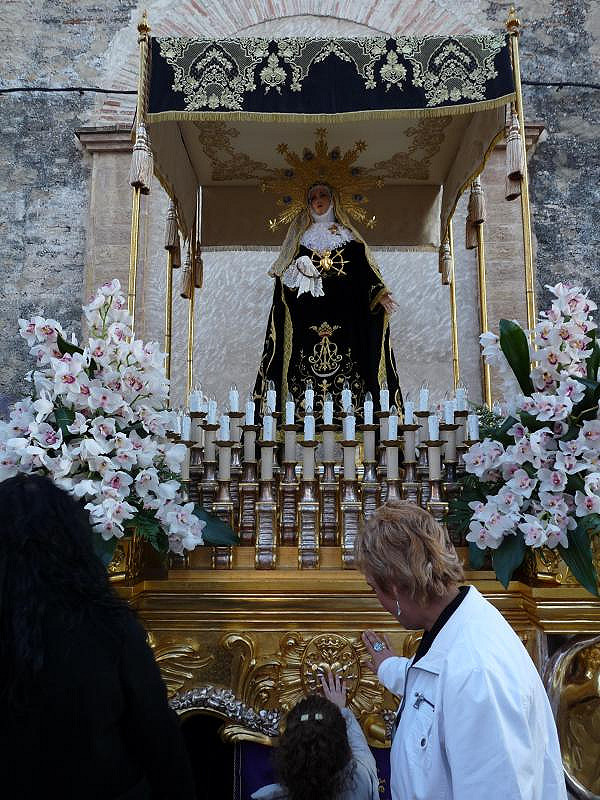
Paso de la Virgen de los Dolores.
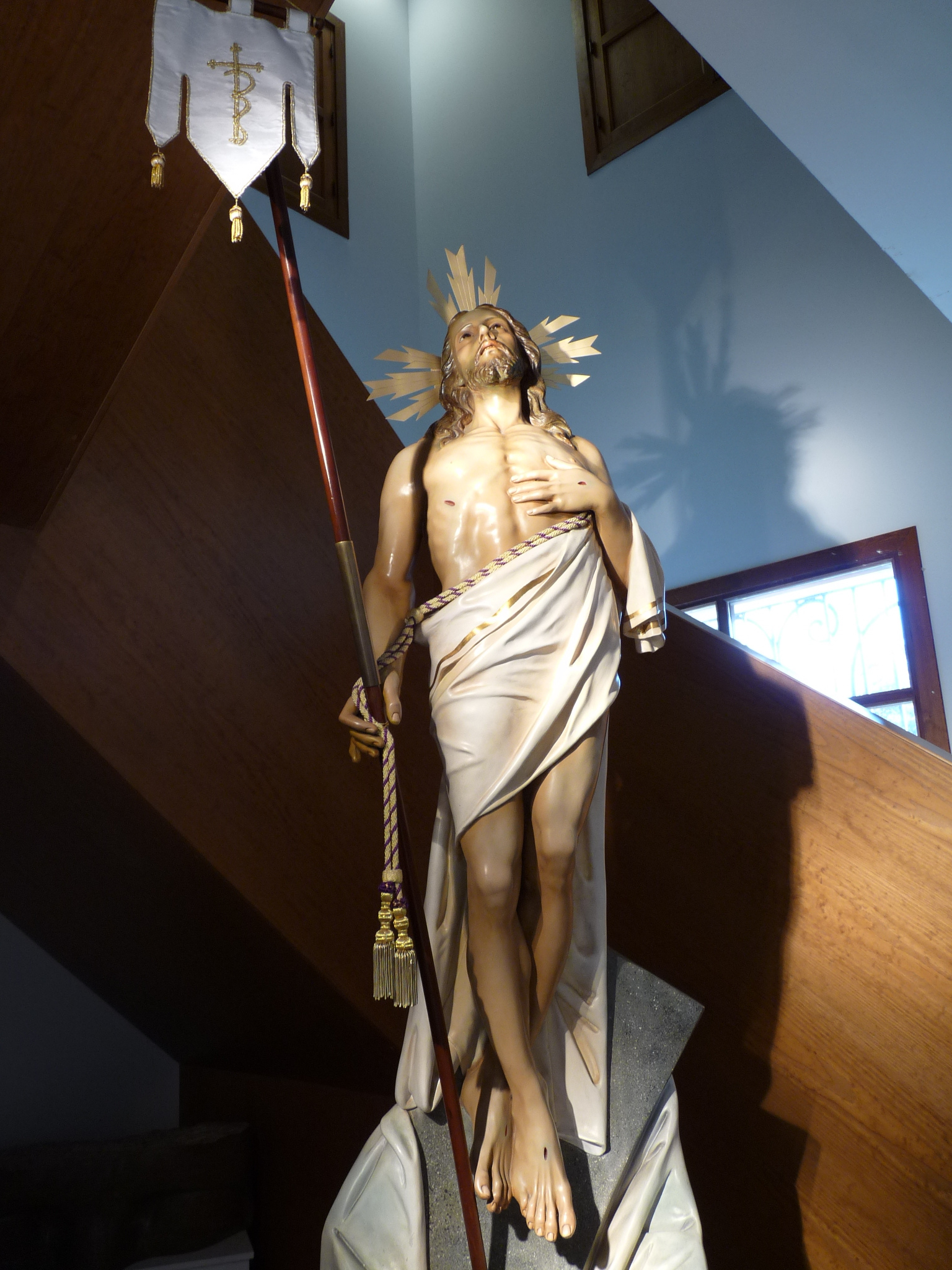
Paso de Jesús Resucitado.

## Récord Guiness
El juez de Paz de la localidad, Juan José Martínez, el domingo 6 de abril de 2008, a las 9.00 horas de la mañana, verificó el récord conseguido en la localidad, el cual consistía en una línea de más de un kilómetro de monedas de cinco céntimos, en total 1.070,76 metros. Este desafío lo organizó la Junta Central de Semana Santa en colaboración con la concejalía de Fiestas. La marca se consiguió sobre las 2.00 horas de la madrugada, diecisiete horas después del inicio de la prueba. Las monedas recaudadas se utilizaron para restaurar los escenarios y atrezos de la Semana Santa de la localidad, ya que se utilizaban desde hacía más de medio siglo.